# WDFH
WDFH（90.3 FM）是位于纽约州威斯特彻斯特县的一个社区音乐广播电台，主要播放前卫摇滚、另类摇滚、爵士乐、蓝调和民间音乐，由哈德孙谷社区广播公司开办，成立于1980年代。范围覆盖纽约州南部，发射功率53瓦。